# Ис-фьорд
Ис-фьорд (норв. Isfjord) — второй по длине фьорд на норвежском архипелаге Шпицберген. Он находится на западном берегу острова Западный Шпицберген, который является крупнейшим в архипелаге и расположен в Северном Ледовитом океане между Норвегией и Северным Полюсом. Часть Ис-фьорда входит в состав Национального парка Нордре Исфьорден.
Вокруг фьорда расположено много крупнейших поселений Шпицбергена: Баренцбург, Лонгйир и Пирамида.

## История

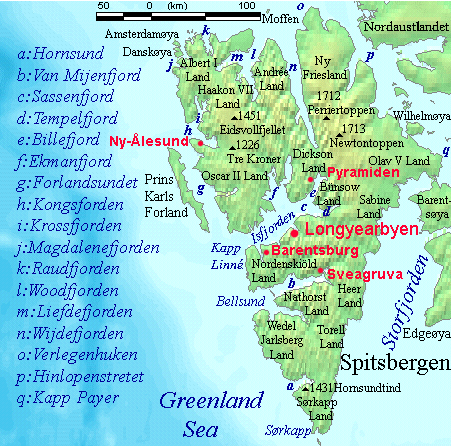
Ис-фьорд расположен на западном берегу острова

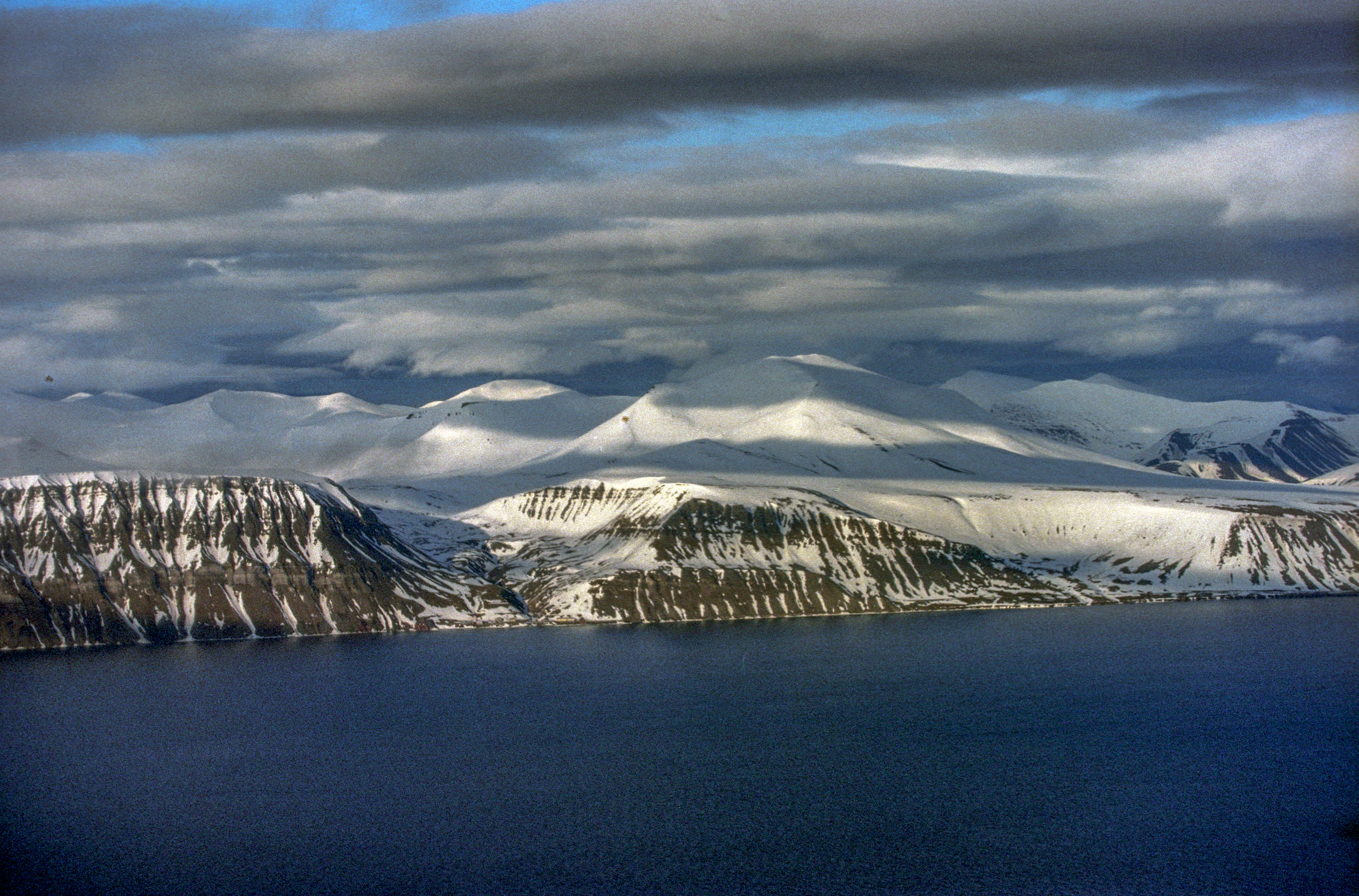
Ис-фьорд

После прибытия баскского в 1612 году китобойного судна из Сан-Себастьяна под командованием Хуана де Эраусо (исп. Juan de Erauso), управляемого англичанином Николасом Вудкоком здесь была основана первая временная китобойная станция. В 1613 году французские, баскские и голландские китобойные суда прибыли в Сафехавен на северном берегу Ис-фьорда и Зелёную Гавань на южном берегу фьорда. Все они были остановлены английскими военными судами и были вынуждены платить им штраф. В 1614 году голландцы согласились передать Ис-фьорд Англии. Англия продолжала использовать Ис-фьорд как китобойную базу до конца 1650-х годов.